# متحف أكرون للفنون
متحف أكرون للفنون متحف فني في مدينة أكرون، أوهايو، الولايات المتحدة. افتتح المتحف لأول مرة في 1 فبراير 1922، باسم معهد أكرون للفنون. كان يقع في غرفتين مستعارتين في الطابق السفلي من المكتبة العامة. قدم المعهد دروسًا في تقدير الفنون التي نظمها إدوين كوبلاند شو وزوجته جينيفر بوند شو.
أعيد ترميم المتحف بشكل جديد وافتتح للجمهور في 17 يوليو 2007، ويستضيف العروض الزائرة من المجموعات الوطنية والدولية.

## المعروضات
يضم متحف أكرون للفنون 1900م2 من مساحة المعرض المخصصة لعرض مجموعته الفنية المنتجة منذ عام 1850. كما يستضيف المتحف عروض زائرة من مجموعات وطنية ودولية.

### 1850–1950[3]
تم إنشاء الفن الغربي بين عامي 1850 و 1950 في الطابق الأول من مبنى المتحف على طراز النهضة الإيطالية عام 1899. تتميز أول غرفتين بأمثلة على الواقعية في مطلع القرن والانطباعية الأمريكية، حيث تستكشفان الحداثة عن شمال شرق أوهايو من عام 1910 حتى عام 1950.
تم تخصيص غرفة أخيرة بالكامل لعمل ويليام سومر فنان شمال شرق أوهايو. تشمل هذه المعارض لوحات لتوماس ويلمر ديوينج وفريدريك كارل فريزيكي.

### 1950 حتى الآن[3]
يتم عرض الفن منذ عام 1950 في ثماني غرف تقع في مبنى نايت بالمتحف لعام 2007، حيث تعكس هذه المعارض الأسلوب الانتقائي لفن أواخر القرن العشرين من خلال أمثلة للرسم والنحت ما بعد الحداثة والواقعية وفن البوب.
من المعروضات تشاك كلوز، ليندا، لوحة قديمة كبيرة الحجم؛ وصندوقي Elvis و Brillo من إنتاج آندي وارهول.

## المعارض المؤقتة
أقيمت المعارض المؤقتة الرئيسية في الطابق الثاني من المبنى. تشمل هذه المعارض عروض السفر مثل الجسلات الأمريكية: فن من عمل نورمان روكويل. كما نظم المتحف عروض أخرى مثل، رؤية مشتركة: مجموعة فريد ولورا روث بيدويل للتصوير الفوتوغرافي.
خصص المتحف أيضًا مساحة تزيد عن 190م2 ليستخدمها الفنانين الناشئين أو لمن هم في منتصف حياتهم المهنية، ولعرض المشاريع الفنية المجتمعية والمعارض المتنوعة عن التصوير الفوتوغرافي.

## مبنى نايت

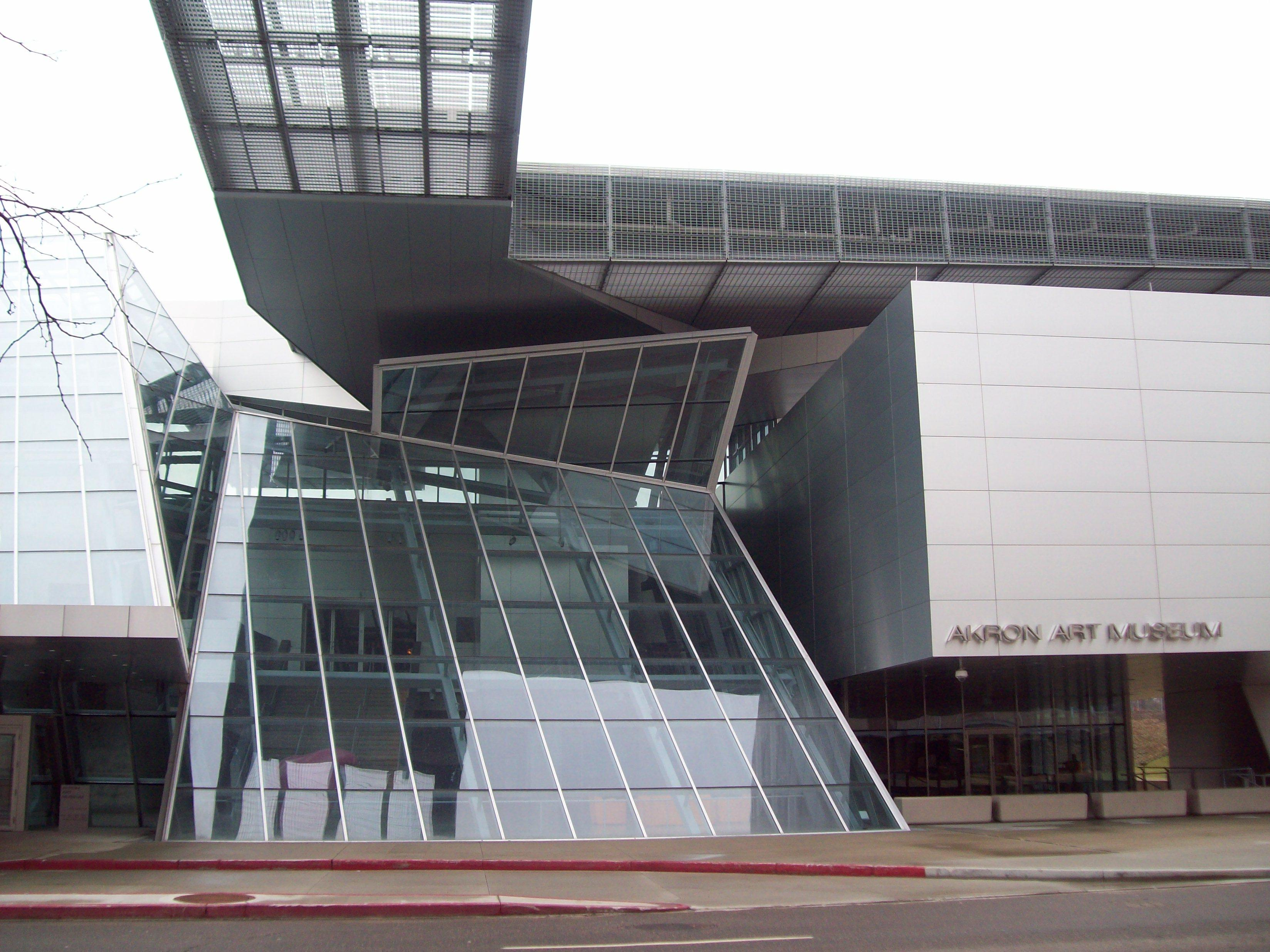
منظر أمامي لمتحف أكرون للفنون

يقع على مساحة 5900 م2، صمم من قبل شركة الهندسة المعمارية الفيينية كوب هيملبلو بعد منافسة دولية. تم اختيار الشركة لاستخدامها طؤيقة التصميم التكيفي للمباني التاريخية، حيث يعد المبنى هو أول مشروع للشركة في الأمريكتين. تم وضع حجر الأساس للمبنى الجديد في 22 مايو 2004.
يدمج تصميم شركة كوب هيملبلو مساحة معرض إضافي وقاعة احتفالات ومقهى بمبنى المتحف لعام 1899 باستخدام عناصر مرئية مدهشة وخيالية. «الكريستال»  ردهة زجاجية من ثلاثة طوابق تُستخدم كمدخل عام وكمساحة بصرية محورية تربط بين برامج المتحف الفنية والتعليمية والإدارية والعامة يضم «جاليري بوكس». يضم المبنى معارض أرنشتاين وهاسلنجر وبيدويل وإيسروف، وهي مجموعة المتحف والمعارض المؤقتة. «سقف الغيمة»  يصل إلى إرتفاع 100م، مما يخلق معلمًا بارزًا لوسط مدينة أكرون الذي وصفه أحد النقاد ذات مرة بأنه «تمساح ميكانيكي يتصيد الفنون الجميلة».
زاد التوسع بشكل كبير من قدرة المتحف على تقديم معارض متنقلة وتنظيم معارضه المميزة، حيث سمح بعرض الأعمال الرئيسية التي نادرًا ما يتم مشاهدتها بما في ذلك تصفح إليوت توري، وهو أول عمل يدخل مجموعة معهد أكرون للفنون في عام 1923.

«التصميم يحتضن الماضي، بدلًا من استبداله أو تدميره»، هذا ما قاله مؤسس شركة كوب هيملبلو والمهندس الرئيسي للمشروع وولف دي برايس، مضيفا «تستخدم الهندسة المعمارية لإنشاء مساحة عامة داخل المدينة ومساحة خاصة داخل أرواحنا - لإعادة اختراع المدينة وأنفسنا في نفس الوقت. مع مثل هذا المشروع هناك فرصة كبيرة لتقديم مساهمة معيشية للمدينة». 

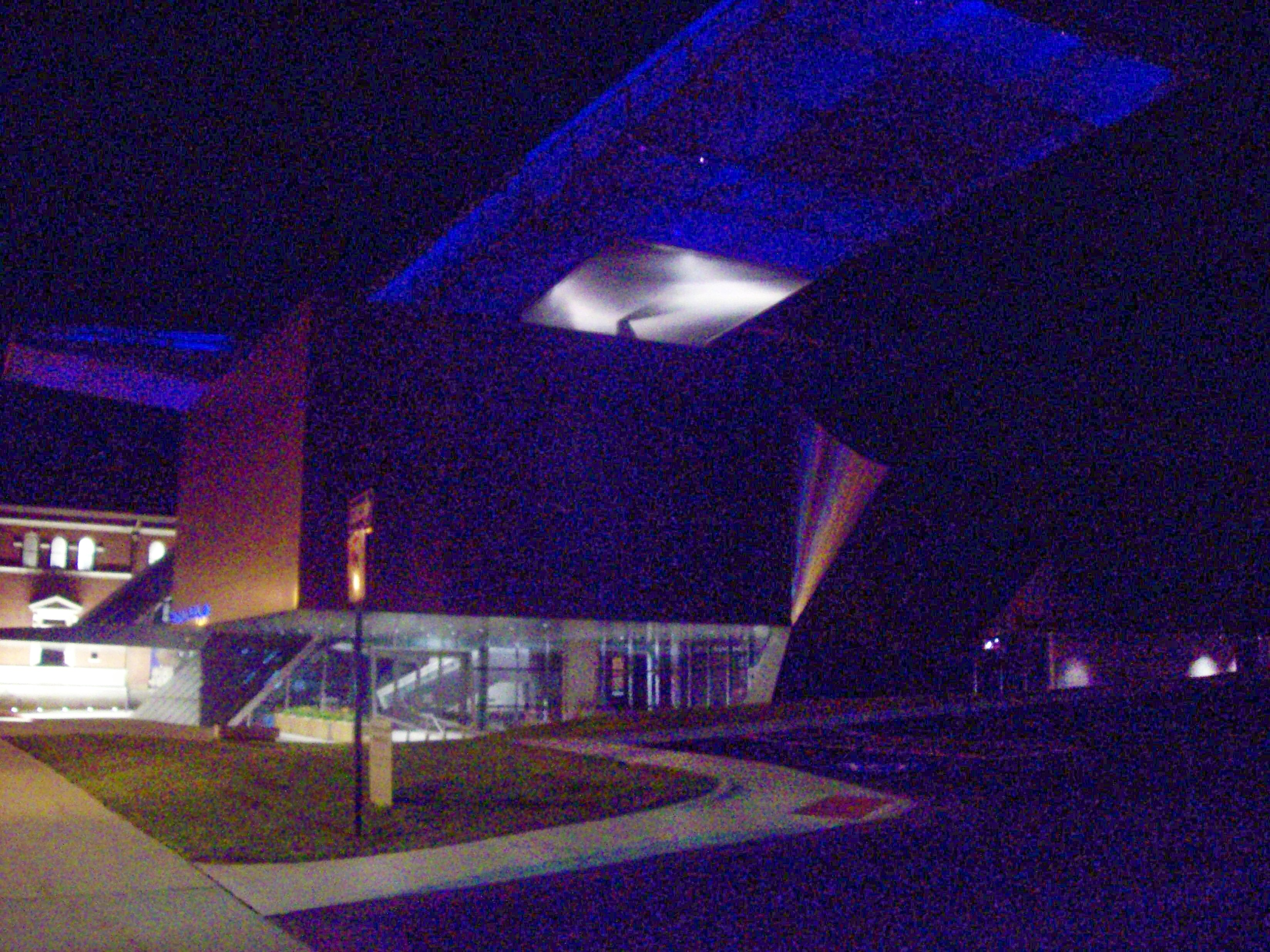
متحف أكرون للفنون مع سحابة سقف مضاءة